# Гундельсгайм (Баварія)
Гундельсгайм (нім. Gundelsheim) — громада в Німеччині, розташована в землі Баварія. Підпорядковується адміністративному округу Верхня Франконія. Входить до складу району Бамберг.
Площа — 3,78 км2. Населення становить 3544 ос. (станом на 31 грудня 2020).